# 氏家公頼
氏家 公頼（うじいえ きみより）は、鎌倉時代の武将・御家人。

## 出自
公頼は、氏家氏の祖であるが、その出自については諸説ある。

### 宇都宮氏出自説
公頼の出自として、最も有力とされているのが宇都宮出自説であり、現在通説となっているが、この説も大きくは二説に分類される。

#### 従来の宇都宮氏出自説
公頼を宇都宮朝綱の子とし、氏家氏を創始したとするのがこの説で、下野国誌を主として、これまで通説とされてきた説である。朝綱の何番目の子であるかについては、系図や資料によって異なり、次男とする説（宇都宮正統系図など）、三男とする説（下野国誌など）、五男とする説（五郎を名乗っていたため）など諸説あるが、この説においては、宇都宮氏の勢力基盤拡大のため、朝綱の子である公頼が氏家郷に根を下ろし、氏家氏を創始したとする。

#### 紀姓氏家氏養子説
公頼を宇都宮朝綱の子（末男と記す）とする点においては、宇都宮氏出自説とは変わらないが、公頼を氏家氏の創始とはせず、紀姓氏家氏の四代目氏家公広の養子となり、氏家氏を継いだとする。この場合の氏家氏の創始は、氏家公幹（長元元年（1028年）生 - 永長元年（1096年）1月11日没）とし、公幹を紀氏の出自であるとする。七郎と名乗り、始めは公重、次に公頼、次に公綱と名乗り、官途は従五位下美作守であった。これは、相沢家氏家氏系図に記されたものだが、この系図以外に公頼以前の氏家氏について記す文献が無いことから、諸説のひとつという扱いになっている。
しかしながら、同じ下野には紀党と呼ばれた紀氏を出自とする益子氏という有力国人が存在しており、公頼以前の氏家氏の存在の可能性は否定出来ない。また、公頼を氏家氏の創始とする下野国誌も完全ではなく、例えば、同じ下野の豪族である塩谷氏について、下野国誌では、宇都宮氏を出自とする塩谷朝業を塩谷氏の創始とし、朝業以前に存在したとされる源姓塩谷氏（朝業以降の塩谷氏は藤姓）の存在を肯定していなかったが、その後の研究により、源姓塩谷氏の存在を肯定する文献が見つかり、源姓塩谷氏が肯定された実例もあるので、この説を完全否定する事は出来ない。

### 養子説
公頼を宇都宮氏の出自ではなく、宇都宮宗綱又は宇都宮朝綱の養子であるとする。『続群書類従』宇都宮系図別本によると、公頼は、宇都宮氏の出身ではなく宗綱の娘婿であるとする。この系図では公頼の出自が不明であるが、養子である場合の出自については、次の二説が存在する。

#### 小山氏出自説
公頼を小山政光の子である宇都宮公重の子とし、氏家氏を創始したとするのがこの説で、長州藩の家臣団の古文書・系図を収録した『萩藩閥閲録』（享保10年（1725年）成立）の草苅文書の中に記されたものである。小山政光の四男に公重（備前守、宇都宮三郎、右衛門尉、掃門頭、従五位下出羽守）がいて、宇都宮朝綱の養子となり、元久元年（1204年）に47歳で亡くなったとするが、この公重の次男が安芸守基秀で、基秀が公頼を名乗り、氏家氏を創始したという。この説を裏付けるものとして、『尊卑分脈』の宇都宮系図で、この宇都宮系図に公頼の名は見えないが、宇都宮朝綱の子として公重の名が見える。しかしながら、これ以外に裏付ける資料はなく、また小山氏の系図を見ると、政光の子に公重の名は見えない（但し、四男に重光という子はいるため、同じ『重』の字の名から関連性を完全に否定する事は出来ない）ため、この説はあまり有力とはされていない。

#### 橘姓説
現在の栃木県塩谷郡塩谷町大字佐貫に存在する佐貫磨崖仏奥の院大悲窟に収められていた建保5年（1217年）2月と刻印された銅版曼荼羅に公頼の名があるが、ここに「右兵衛尉橘公頼」と記されているため、公頼を橘氏の出自とする説が存在する。しかし、これ以外には、公頼を橘姓とする資料は存在しない。『勝山城 ～氏家氏 栄光の時代～』での推察によれば、奈良時代に下野国司として赴任した橘氏の子孫の中に源頼朝の御家人となった橘公長という者がいて、これが公頼である可能性があるとする。公長は弓の名人であったが、公頼も鎌倉幕府の行事などで流鏑馬や笠懸で射芸を披露し、将軍の下で流鏑馬の作法を評議する立場であるほどの弓の名人であり、共通項はある。あるいは、公頼が母方の姓を名乗った可能性もあるとする。
但し、公頼については、宇都宮氏の養子である説があるため、これに基づけば、公頼が元々橘姓のいずれかの氏族の出自である可能性もある。

## 略歴
下野国の氏家を根拠地として氏家24郷約2000余町を支配し、氏家氏を称したと伝わる公頼は、建久元年（1190年）の源頼朝の上洛に従うほどの有力御家人であり、建久4年（1193年）と建久6年（1195年）の鶴岡八幡宮の流鏑馬や建久5年（1194年）の由比が浦での笠懸の射手に選ばれるほどの弓の名人でもあった。また、建久4年の永福寺薬師堂の供養会、建久5年の東大寺供養、四天王寺参詣において、源頼朝の随兵として従っている。
建久5年（1194年）に公田掠領事件で、父朝綱と甥の頼綱が流罪になったときは、一時的に宇都宮城に入り、その城代を務めている。
貞応3年（1224年）8月15日没、享年65。

## 参考資料
- 『氏家町史』
- ミュージアム氏家編『勝山城展－氏家氏栄光の時代』（ミュージアム氏家、2001年）